# Calvin Johnson (musicista)
Calvin Johnson, noto anche con lo pseudonimo di Selector Dub Narcotic (Olympia, 1º novembre 1962), è un chitarrista, cantautore, produttore musicale e disc jockey statunitense.

## Biografia
Oltre ad aver collaborato con diversi artisti internazionali come Cool Rays, Beat Happening, The Go Team, Halo Benders e Dub Narcotic Sound System, e non ultimo Beck. Ha fondato l'etichetta discografica indie K Records, per la quale ha inciso tre album da solista.

## Discografia parziale

### Discografia solista

#### Album in studio
- 2002 - What Was Me
- 2005 - Before the Dream Faded...
- 2007 - Calvin Johnson & The Sons of the Soil